# P. D. Q. Bach
P. D. Q. Bach ist ein erfundener Komponist und angeblich der jüngste Sohn von Johann Sebastian Bach. Unter diesem Namen veröffentlichte der US-amerikanische Komponist Peter Schickele eine große Anzahl eigener parodistischer Musikstücke, die auf mittlerweile 17 CDs erschienen sind.
Die Figur des P. D. Q. Bach, dem sein Schöpfer die Lebensjahre 1742 bis 1807 zuschreibt, ist jedoch mittlerweile weit mehr als ein bloßer wissenschaftlicher Witz, da seine Biographie und seine (bzw. Peter Schickeles) Musik vor allem bei Musikern eine gewisse Popularität genießen und immer wieder zitiert und aufgeführt werden. Ein Großteil des Humors rund um den fiktiven Musiker beruht auf englischen Wortspielen, die in der deutschen Übersetzung oft nur rudimentär wiedergegeben werden können. Die Werkliste unten führt daher auch die englischsprachigen Originaltitel auf.

## Fiktive Biografie
Anhand der endgültigen Biographie des P. D. Q. Bach, die Schickele 1976 in New York herausgegeben hat, lassen sich folgende biographische Details zusammenfassen:
P. D. Q. Bach wurde am 1. April 1742 als 21. Sohn von Johann Sebastian und Anna Magdalena Bach in Leipzig geboren. Die Eltern konnten sich wohl über den Namen des unerwarteten Nachkömmlings nicht einigen, weshalb er die ersten Lebensjahre ohne Namen verbringen musste. Der Vater gab dem Knaben erst mit fünf Jahren, auf wiederholtes Drängen von dessen Bruder Wilhelm Friedemann, die Initialen „P.D.Q.“ als Vorname, ohne zu erläutern, wofür sie stehen. (Im umgangssprachlichen Englisch steht p.d.q. für „pretty damn quick“). Überhaupt schien sich Johann Sebastian kaum für seinen letztgeborenen Sohn zu interessieren; er gab ihm keinen Musikunterricht und hinterließ ihm, als er 1750 starb, lediglich ein primitives Rohrblasinstrument, das Kazoo genannt wird. Es ist deshalb nicht verwunderlich, dass P.D.Q.  etwas aus der Art schlug und nach Dudeldorf zog, wo er 1755 Lehrling beim Erfinder der singenden Säge, Ludwig Zahnstocher wurde. 1756 traf er Leopold Mozart in Salzburg und empfahl ihm, seinen neugeborenen Sohn Wolfgang gut zu unterrichten und viel üben zu lassen, damit aus ihm der größte Billardspieler aller Zeiten werde. Später ging P. D. Q. nach Sankt Petersburg, um seinen entfernten Cousin Leonhard Sigismund Dietrich (L. S. D.) Bach zu besuchen und zeugte mit dessen Tochter Betty Sue ein uneheliches Kind.
Erst mit 35 Jahren begann P. D. Q., Musik zu schreiben, hauptsächlich, indem er Melodien anderer Komponisten plagiierte. Er starb am 5. Mai 1807 in einem angeblichen Baden-Baden-Baden – auf seinem Grabstein stand allerdings „1807–1742“. Zu diesem Datierungsproblem existieren mehrere Theorien. Eine geht davon aus, dass P. D. Q. sich zeitlebens musikalisch zurückentwickelte, eine andere, dass die renommierte Musikerfamilie Bach auf diese Weise seine Verwandtschaft mit J. S. Bach vertuschen wollte.
Nach seinem Tod versuchte Betty Sue Bach, die inzwischen mit dem Liverpooler Musikverleger Jonathan „Boozey“ Hawkes verheiratet war, eine Ausgabe Ausgewählter Werke von P.D.Q. Bach zusammenzustellen. Sie wurde dafür 1817 auf dem Scheiterhaufen verbrannt.
Zu P. D. Q. Bachs Bedeutung in der Musikgeschichte schreibt Schickele:
„P.D.Q. Bach war ein Mann, der den Gang der Musik nicht um ein Jota veränderte, ein Mann, der die Lehre von der Originalität durch Unfähigkeit endgültig definierte, ein Mann, der über das gewaltigste Hindernis triumphierte, vor dem je ein Komponist gestanden hat: das absolute und völlige Fehlen von Begabung. In den folgenden Jahren setzte sich P.D.Q. Bach unerschütterlich über Hindernisse hinweg, die andere Männer ins Lehramt oder in die Verwaltung getrieben hätten: die Folge ist ein Œuvre, das ohne Parallele ist.“

## Musik

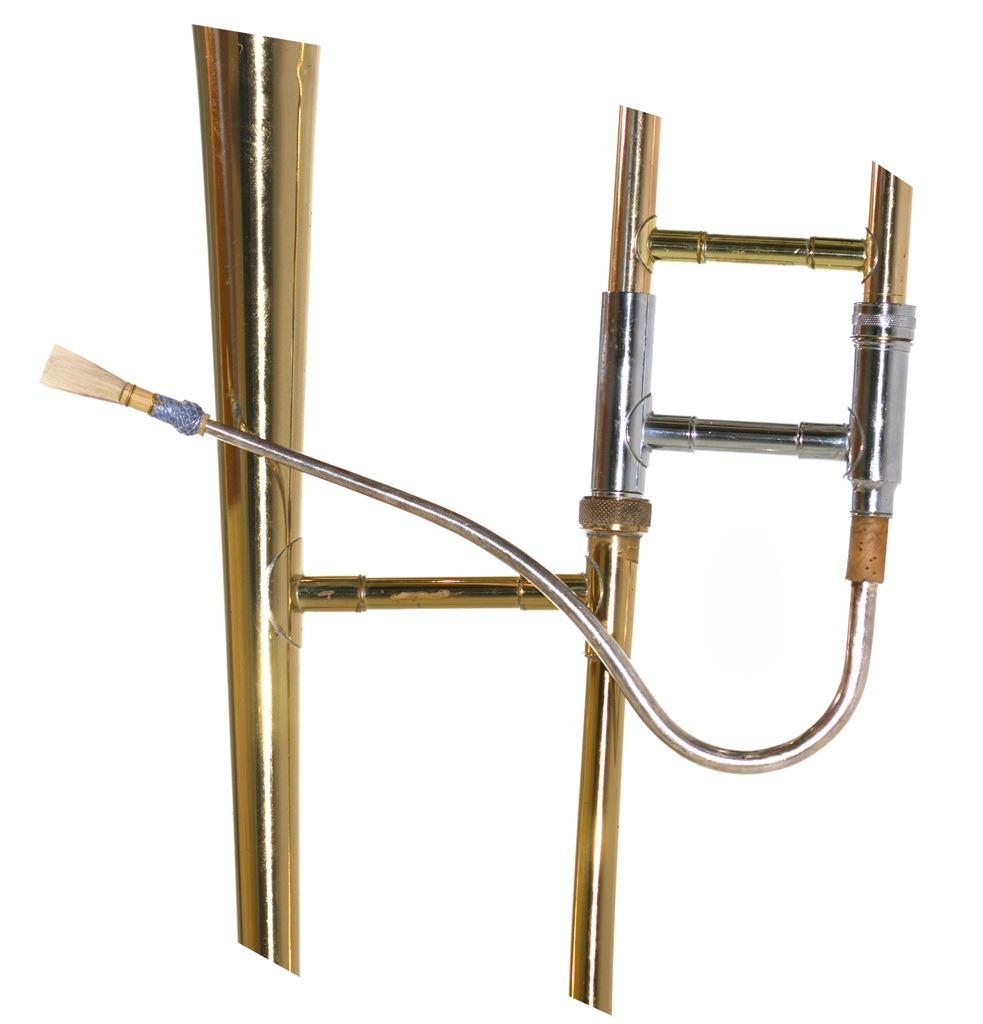
Tromboon, Detail

Schickele schreibt, P. D. Q. Bachs Musik habe „die Originalität von Johann Christian, die Arroganz von Carl Philipp Emanuel und die Tiefgründigkeit von Johann Christoph Friedrich.“ Ihre charakteristischste Eigenschaft sei manischer Plagiarismus. P. D. Q. erfand kaum eigene Melodien, das meiste thematische Material stahl er von anderen Komponisten zusammen und ordnete es, oft auf eine sehr seltsame Art, neu an.
Oft verwendet P. D. Q. Bach Instrumente, die im traditionellen Orchester eher selten eingesetzt werden, wie das Tromboon (dt. Fasaune, eine Posaune mit Fagott-S-Bogen und -Mundstück), Ziehpfeife (slide whistle, also Kolbenflöte), Doppelrohrblattzug-notenständer, Lasso d’amore und Kazoo und eine ganze Reihe Dinge, die an sich nicht als Musikinstrumente verwendet werden, wie Luftballons oder Fahrräder (die beide zu seiner Zeit noch nicht erfunden waren). Außerdem verlangt seine Musik unübliche Methoden, auf traditionellen Instrumenten zu spielen, wie den Gebrauch eines halb zerlegten Horns in der Kantate Iphigenia in Brooklyn; hier auch das Spielen auf Weinflaschen. Seine Gesangsparts beinhalten, zusätzlich zum normalen Gesang, auch Effekte wie Husten, Seufzen, Schreien, Lachen und Schluchzen.
Ein weiterer ungeklärter Anachronismus ist die Tatsache, dass sich P. D. Q. Bach in seinen Werken nicht nur über den barocken und klassischen Musikstil lustig macht, sondern auch über die romantische und moderne Musik, fallweise sogar über Country-Musik (in Oedipus Tex) und Rap (Classical Rap). In Prelude to Einstein on the Fritz muss ein Mann schnarchende Laute erzeugen, während das Orchester Minimal Music spielt.

## Werkauswahl
Peter Schickele hat die bisher „entdeckten“ Musikstücke im sogenannten Schickeleverzeichnis (abgekürzt mit „S.“) geordnet. Er teilt das Œuvre des fiktiven Komponisten in drei Schaffensphasen:
- Der entscheidende Auftakt (The Initial Plunge)
  - Traumarei für Soloklavier (Traumarei for solo piano), S. 13
  - Echosonate für zwei unfreundliche Instrumentengruppen (Echo Sonata for two unfriendly groups of instruments), S. 99.
  - Concerto ingrosso (Gross Concerto for Divers' Flutes, two Trumpets, and Strings), S.-2

- Die volle Periode (The Soused Period)
  - Pervertimento für Dudelsack, Fahrrad, Ballons und Streicher, S. 66
  - Serenakte für abwegige Instrumente (Serenude), S. 36–24-36
  - Suite aus dem „Barbier in Zivil“ (Suite from The Civilian Barber), S. 4F
  - Schleptet in Es-Dur für Flöte, Oboe, Fagott, Horn, Geige, Bratsche und Cello, S. 0
  - „Der steinhägerne Gast“, Oper in einem Halbakt (the half-act opera „The Stoned Guest“), S. deest
  - Zwei Madrigale aus „Die Triumphe der Thusnelda“(Two Madrigals from the Triumphs of Thusnelda), S. 1601
  - Erotica-Variationen für geächtete Instrumente und Klavier (Erotica Variations for banned instruments and piano), S. 36 EE
  - Hänsel und Gretel und Ted und Alice, eine Oper in einem unnatürlichen Akt (Hansel and Gretel and Ted and Alice, an opera in one unnatural act), S. 22-1
  - Konzert für Fagott gegen Orchester (Concerto for Bassoon vs. Orchestra), S. deest
  - Großartige Serenade für entsetzlich viele Bläser und Schlagwerk (Grand Serenade for an Awful Lot of Winds and Percussion), S. 1000

- Reumut (Contrition)
  - Kantate: Iphigenie in Brooklyn (Iphigenia in Brooklyn), S. 52. 62
  - Oratorium: Die vier Gewürze (The Seasonings), S. 1 ½ nm
  - Sonate für Bratsche zu vier Händen (Sonata for Viola for Four Hands), S. 440
  - Notenbüchlein für Betty Sue Bach (Notebook for Betty Sue Bach), S. 13 on the best way to 14
  - Die grö(b)ßte Fuge (The grossest Fugue), S. 50 % Discount
  - Fanfare für die gemeine Grippe (Fanfare for the Common Cold), S. 38,5°
  - Hundekantate „Wachet Arf!“ (the canine cantata Wachet Arf!), S. K 9

## Aufnahmen
Viele dieser Werke sind auch auf CDs veröffentlicht worden. Es gibt 17 Alben, die zwischen 1965 und 2007 von den Plattenfirmen Vanguard und Telarc veröffentlicht wurden, sowie Sammlungen einzelner Werke. Außerdem sind Aufnahmen der Oper The Abduction of Figaro („Die Entführung des Figaro“) und eines Jubiläumskonzertes P.D.Q. Bach in Houston: We have a problem auf DVD erhältlich.